# Banna Ridge
Banna Ridge ist ein felsiger Gebirgskamm im Australischen Antarktis-Territorium. In der Britannia Range des Transantarktischen Gebirges erstreckt er sich vom Banna Peak in nordöstlicher Richtung zum Kopfende des Hatherton-Gletschers. Der Gebirgskamm bildet die Südostwand des Abus Valley.
Teilnehmer der von der neuseeländischen University of Waikato zwischen 1978 und 1979 unternommenen Antarktisexpedition benannten ihn in Verbindung mit seiner höchsten Erhebung nach „Banna“, der altrömischen Bezeichnung für einen Ort im antiken Britannien.